# Країна (пісня)
«Краї́на» (Kraina) — сингл української співачки Ірини Білик, який був виданий у 2001 році, у Польщі на підтримку альбому «Biłyk».

## Трек-лист
| #  | Назва                         | Тривалість |
| -- | ----------------------------- | ---------- |
| 1. | «Kraina (Original version)»   | 3:47       |
| 2. | «Kraina (Radio edition)»      | 3:39       |
| 3. | «Kraina (RMX by CJ Nekrasov)» | 3:43       |
| 4. | «Країна (Ukrainian version)»  | 3:46       |